# Boża droga życia
Boża droga życia – ogólnoświatowa seria kongresów (dużych spotkań religijnych) o charakterze międzynarodowym, zorganizowanych przez Świadków Jehowy, które rozpoczęły się w maju 1998 roku, a zakończyły się w styczniu 1999 roku. Myślą przewodnią kongresu był werset biblijny z Księgi Przysłów 10:29 (NW): „droga Jehowy jest twierdzą”.

## Cel kongresu
„Przyjmowanie dalszych pouczeń o najlepszej drodze życia – o Bożej drodze życia”. Program kongresu wykazał, że „Jehowa uczy swój lud, jak ma chodzić Jego drogami. Udziela wskazówek za pośrednictwem Biblii, „niewolnika wiernego i roztropnego” oraz swego świętego ducha (Mt 24:45–47; Łk 4:1; 2 Tym 3:16)”.

## Kongresy międzynarodowe na świecie
Zgodnie z ogłoszeniem podanym 5 października 1996 roku na dorocznym walnym zgromadzeniu statutowym Pensylwańskiego Towarzystwa Biblijnego i Traktatowego – Strażnica, Ciało Kierownicze oprócz setek zgromadzeń okręgowych zorganizowało 32 kongresy międzynarodowe w Ameryce Północnej, Afryce, Azji, Europie, Ameryce Łacińskiej i na Karaibach. Na każdym z nich przemawiali członkowie Ciała Kierowniczego. W dziewięciu międzynarodowych kongresach w Ameryce Północnej uczestniczyli delegaci ze 160 krajów. Podjęto na nich starania, aby w rodzinnych krajach uczestniczyli misjonarze Biblijnej Szkoły Strażnicy – Gilead, absolwenci Kursu Usługiwania, słudzy międzynarodowi brygad budowlanych, członkowie rodziny Betel usługujący za granicą.
Zorganizowano 32 kongresy międzynarodowe w 13 krajach: w Australii, Brazylii, Grecji, Kanadzie, Kenii, Korei Południowej, Kostaryce, Niemczech, Portoryko, Republice Południowej Afryki, Stanach Zjednoczonych, Wielkiej Brytanii i Wybrzeżu Kości Słoniowej.

### Stany Zjednoczone
Pierwsze zgromadzenie z serii kongresów międzynarodowych odbyło się w dniach od 22 do 24 maja w San Diego w Kalifornii. Wśród uczestników, obecnych było 45 misjonarzy z 14 krajów. Przeszło 14 500 delegatów z 87 krajów odwiedziło również Biuro Główne Świadków Jehowy, Farmy Strażnicy oraz Centrum Szkoleniowe Towarzystwa Strażnica.
Dwa tygodnie później – w dniach od 5 do 7 czerwca – na tym samym stadionie odbył się kongres w języku hiszpańskim. Uczestniczyło w nim 25 181 osób, w tym ponad 3100 delegatów z Argentyny, Chile, Hiszpanii, Kostaryki, Meksyku, Peru, Salwadoru i Urugwaju.
W dniach od 12 do 14 czerwca odbył się kongres w Pontiac w stanie Michigan. Uczestniczyło w nim 42 763 delegatów, reprezentujących co najmniej 44 kraje, w tym 345-osobowa delegacja Świadków Jehowy z Czech, ponad 300-osobowe delegacje z Republiki Południowej Afryki i Wielkiej Brytanii oraz delegacje z 14 krajów europejskich, 8 afrykańskich, 2 azjatyckich i 20 Ameryki Północnej i Południowej.
W dniach od 3 do 5 lipca odbyło się siedem zgromadzeń w kalifornijskim Long Beach. W obiektach Centrum Kongresowego zgromadzenia odbyły się w językach angielskim (12 659 obecnych), chińskim, japońskim, koreańskim, tagalskim, wietnamskim (552 obecnych) i włoskim. Uczestniczyły w nim delegacje z Dalekiego Wschodu, obu Ameryk, Europy i Afryki.
Kongres w języku hiszpańskim odbył się w dniach od 10 do 12 lipca w Houston w stanie Teksas, a uczestniczyło w nim 34 257 osób, w tym 2820 delegatów z 14 państw. Byli oni zakwaterowani w 1217 domach miejscowych Świadków Jehowy.
W dniach od 17 do 19 lipca odbył się kongres w Belleville w stanie Michigan. Uczestniczyły w nim delegacje ze Stanów Zjednoczonych, Barbadosu, Czech, Etiopii, Holandii, Kenii, Nigerii, Węgier oraz Wielkiej Brytanii.

### Australia
W dniach od 30 października do 1 listopada, odbyły się trzy kongresy międzynarodowe w Australii – w Brisbane, Melbourne i Sydney.

### Brazylia
W São Paulo kongres odbył się w dniach od 18 do 20 września. W tym samym terminie odbyły się również zgromadzenia w 16 innych miejscach, m.in. na stadionie Maracanã w Rio de Janeiro. W 17 kongresach uczestniczyły 516 333 osoby, w tym delegaci z 15 krajów, a wśród nich 54 misjonarzy, w tym 23-osobowa grupa działająca w Mozambiku.

### Grecja
W dniach od 21 do 23 sierpnia kongres odbył się w Atenach, a uczestniczyły w nim 39 324 osoby z 21 krajów.

### Kanada
W czterech kongresach zorganizowanych w Kanadzie uczestniczyły delegacje z 52 krajów.
W dniach od 12 do 14 czerwca odbył się kongres międzynarodowy w Montrealu. Program przedstawiano w językach: francuskim, portugalskim, greckim i arabskim. Uczestniczyły w nim 33 242 osoby, w tym 4071 delegatów zagranicznych, m.in. z Francji, Brazylii, Belgii, Gwadelupy, Martyniki oraz z 13 krajów afrykańskich.
W dwa kolejne weekendy czerwca (19–21, 26–28) zorganizowano dwa kongresy w Vancouver. Uczestniczyły w nich 22 273 osoby, w tym delegaci z południowo-wschodniej Azji i Europa Północnej.
W dniach od 26 do 28 czerwca kongres odbył się w Toronto. Uczestniczyło w nim 41 381 osób, w tym delegacje Świadków Jehowy z Kanady, Niemiec, Polski, Finlandii, Austrii oraz innych krajów Europy i Afryki.

### Kenia
W kongresie, który odbył się w grudniu w Międzynarodowym Centrum Sportowym im. Daniela Arapa Moi w Nairobi, uczestniczyły 24 502 osoby, w tym delegacje z 16 krajów.

### Korea Południowa
63 886 osób – w tym 3046 delegatów zagranicznych – uczestniczyło w kongresie na Stadionie Olimpijskim w Seulu, który odbył się w dniach od 18 do 20 września. Po raz pierwszy od 1958 roku Świadkowie Jehowy z Filipin uczestniczyli w międzynarodowym kongresie za granicą. W tym samym terminie odbyło się jeszcze 11 zgromadzeń okręgowych, a ogólna liczba obecnych wyniosła 63 886 osób.

### Kostaryka
W dniach od 1 do 3 stycznia 1999 roku kongres odbył się w San José. Uczestniczyło w nim 34 431 osób, w tym delegaci zagraniczni, którzy przybyli 42 samolotami.

### Niemcy
W dniach od 31 lipca do 2 sierpnia kongresy odbyły się w pięciu miastach.
W Berlinie na Stadionie Olimpijskim, program kongresu przedstawiono w języku niemieckim, polskim i rosyjskim. W kongresie uczestniczyła delegacja z Polski. W Dortmundzie kongres został zorganizowany na Westfalenstadionie. Program przedstawiono w języku niemieckim, greckim, hiszpańskim, portugalskim i tureckim. Kongres w Monachium odbył się na Stadionie Olimpijskim, a program został przedstawiony w języku niemieckim, angielskim i włoskim. W Norymberdze kongres odbył się na Frankenstadionie, program przedstawiono w języku niemieckim, polskim, serbsko-chorwackim. W kongresie uczestniczyła delegacja z Polski. W Stuttgarcie program w języku niemieckim, francuskim i niemieckim migowym został przedstawiony na Gottlieb-Daimler-Stadionie.
W kongresach uczestniczyły 217 472 osoby, w tym około 45 000 delegatów z zagranicy (m.in. 700 delegatów z Czech i 700 ze Słowacji – kongres w Norymberdze oraz 150 misjonarzy). Program przedstawiono w 13 językach.

### Portoryko
Wskutek przejścia huraganu Georges do użytku nadawało się tylko jedno z czterech planowanych miejsc zgromadzeń. W dniach od 25 do 27 września kongres odbył się na Estadio Hiram Bithorn w San Juan, uczestniczyło w nim 15 065 osób.

### Republika Południowej Afryki
W grudniu zorganizowano cztery kongresy międzynarodowe, które odbyły się w Kapsztadzie, Durbanie, Johannesburgu i Pretorii. Uczestniczyło w nich 83 858 osób, a 1626 zostało ochrzczonych. W RPA zorganizowano również 18 zgromadzeń okręgowych, w których uczestniczyło 53 901 osób, a 1065 zostało ochrzczonych. W programie kongresów ogłoszono wydanie Pisma Świętego w Przekładzie Nowego Świata w języku tsonga.

### Wielka Brytania
W dniach od 24 do 26 lipca kongresy odbyły się jednocześnie w dziewięciu miastach: w Edynburgu, Leeds, Manchesterze, Wolverhampton, Dudley, Norwich, Londynie, Bristolu i Plymouth. Obecni byli delegaci z przeszło 60 krajów oraz misjonarze z 45 krajów. Program przedstawiono w językach: angielskim, francuskim, hiszpańskim i pendżabskim. Tydzień później odbyło się zgromadzenie w języku greckim.

### Wybrzeże Kości Słoniowej
W Abidżanie kongres odbył się w grudniu. Program przedstawiono w języku francuskim, angielskim i twi. W Wybrzeżu Kości Słoniowej działało 6000 głosicieli, a w kongresie uczestniczyło 16 009 osób, w tym 500 delegatów zagranicznych.

## Pozostałe kongresy
Oprócz serii kongresów międzynarodowych w około 150 krajach na całym świecie zorganizowano setki zgromadzeń okręgowych.

### Angola
W roku 1998 zorganizowano w Huambo pierwsze zgromadzenie okręgowe w języku umbundu, uczestniczyło w nim przeszło 3600 osób.

### Czechy
Uczestnikom kongresów zorganizowanych w Czechach udostępniono wydany w języku czeskim dwutomowy leksykon biblijny Wnikliwe poznawanie Pism (wydany w języku angielskim w 1988 roku).

### Kuba
Władze kubańskie wyraziły zgodę na wizytę – w dniach od 1 do 8 grudnia – międzynarodowej delegacji 18 Świadków Jehowy (z Australii, Austrii, Belgii, Nowej Zelandii, Portoryko, Wielkiej Brytanii, Włoch i Stanów Zjednoczonych), w tym 3 członków Ciała Kierowniczego (William Lloyd Barry, John E. Barr i Gerrit Lösch), którzy uczestniczyli w kongresach, które odbyły się w trzech kubańskich miastach: w Hawanie, Camagüey i Holguín. Zgromadzenia odbywały się w odkrytych obiektach zbudowanych przez Świadków Jehowy za zgodą władz.

### Luksemburg
W dniach od 17 do 19 lipca kongres w języku niemieckim odbył się w Patinoire de Kockelscheuer w Kockelscheuer, a w języku portugalskim w Victor-Hugo-Halle w Luksemburgu-Limpertsbergu.

### Łotwa
W hali sportowej w Rydze odbyło się pierwsze zgromadzenie zorganizowane na Łotwie. Program przedstawiono w trzech językach: łotewskim, łotewskim migowym i rosyjskim.

### Polska
W Polsce zorganizowano 22 kongresy. W Bydgoszczy, Gdańsku, Kaliszu, Katowicach, Koszalinie, Krakowie, Lublinie, Łodzi, Olsztynie, Poznaniu, Rzeszowie, Szczecinie, Wałbrzychu, Warszawie, Wrocławie i Zielonej Górze program był przedstawiany również w języku migowym, a w Olsztynie także w języku rosyjskim.

#### Od 26 do 28 czerwca
- Białystok (stadion BKS Hetman)
- Jastrzębie-Zdrój (Stadion Miejski)
- Lublin (stadion RKS Motor)
- Łódź (stadion KS Start)
- Zielona Góra (stadion MOSiR)

#### Od 3 do 5 lipca
- Gdańsk (stadion BKS Lechia; przeszło 10 000 obecnych)[18]
- Poznań (stadion Olimpia; przeszło 8000 obecnych[19])
- Rzeszów (stadion ZKS Stal)
- Starachowice (stadion SKS Star)
- Zabrze (stadion KS Górnik)

#### Od 10 do 12 lipca
- Częstochowa (stadion CKM Włókniarz)
- Kraków (Stadion Cracovii)
- Olsztyn (stadion OSiR)
- Wałbrzych (stadion)

#### Od 17 do 19 lipca
- Bydgoszcz (stadion WKS Zawisza)
- Katowice (Stadion GKS Katowice)
- Warszawa (stadion KS Legia)
- Wrocław (Stadion Olimpijski)
- Zamość (stadion OSiR)

#### Od 24 do 26 lipca
- Koszalin (stadion KS Gwardia)
- Kalisz (stadion KS Calisia)

#### Od 7 do 9 sierpnia
- Szczecin (stadion KS Arkonia)[20]

### Rosja
Zorganizowano kilka zgromadzeń w Rosji. W lipcu w kongresie w Barnauł uczestniczyło 1730 osób, w tym 40 Ałtajczyków.

### Salwador
W San Salvador kongres odbył się kilka dni po przejściu huraganu Mitch. Świadkowie Jehowy udzielili pomocy ofiarom huraganu w dotarciu na zgromadzenie. Wypożyczono autobusy, przygotowano kwatery i pomoc medyczną. W kongresie uczestniczyło 46 855 osób.

### Szwajcaria
W dniach od 10 do 12 lipca kongres w języku francuskim odbył się w Palexpo w Genewie, a w języku włoskim w dniach od 17 do 19 lipca na Stadio Resega w Lugano. Kongres w języku niemieckim miał miejsce w dniach od 24 do 26 lipca na Hallenstadion w Zurychu.

## Ważne punkty programu
- Dramat biblijny (przedstawienie kostiumowe): „Rodziny, pielęgnujcie zwyczaj codziennego czytania Biblii!” (wydany potem w formie słuchowiska)[23]
- Wykład publiczny: „Jedyna droga do życia wiecznego”[24][25]

Przyjęto rezolucję „W dalszym ciągu podążajmy drogą Jehowy”, wyrażającą zdecydowanie dalszego kroczenia drogą Bożą.